# Neobuxbaumia mezcalaensis
Neobuxbaumia mezcalaensis är en kaktusväxtart som först beskrevs av Bravo, och fick sitt nu gällande namn av Curt Backeberg. Neobuxbaumia mezcalaensis ingår i släktet Neobuxbaumia och familjen kaktusväxter. Inga underarter finns listade i Catalogue of Life.